# Nyrenässans

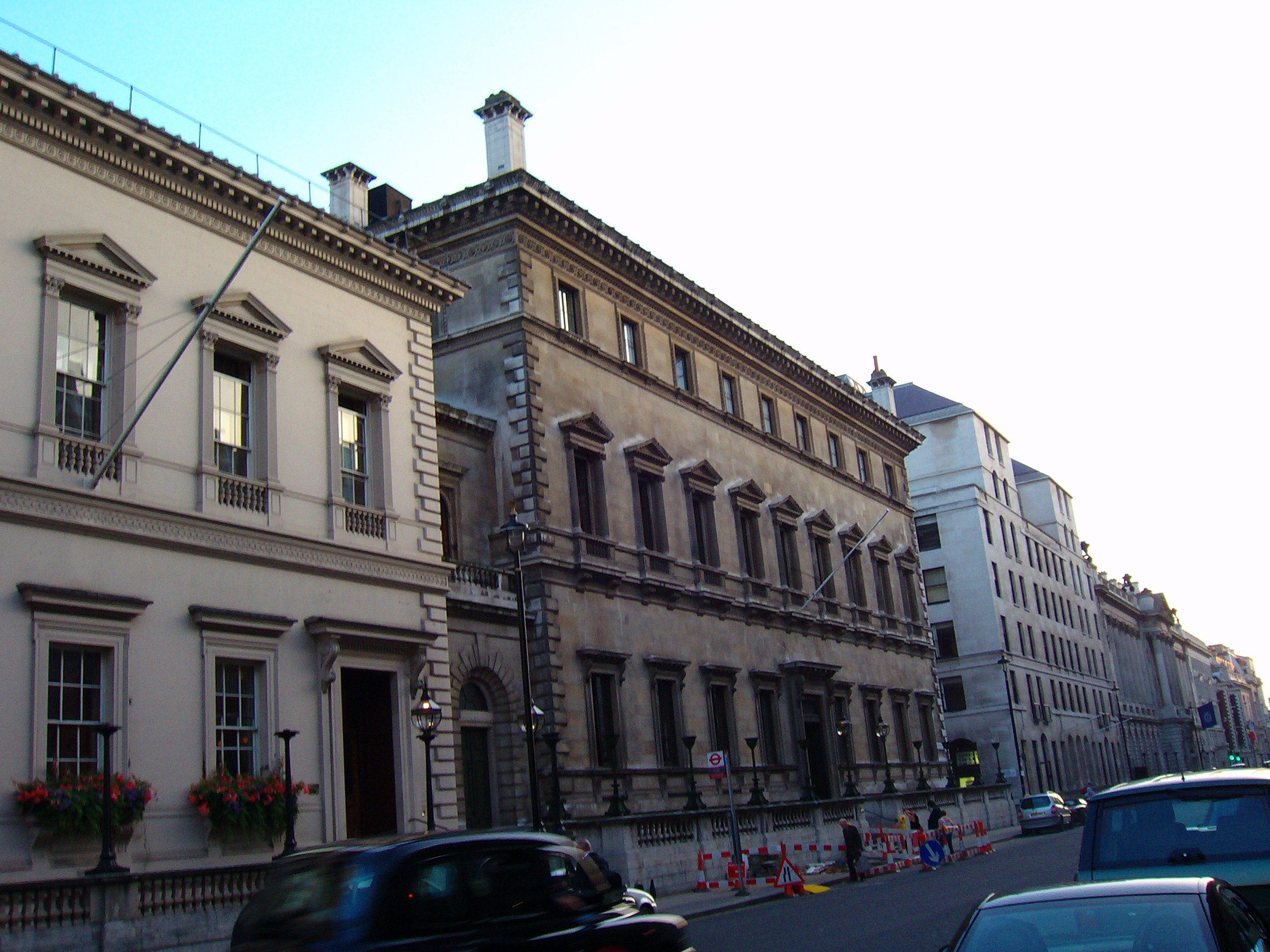
The Reform Club i London (södra nyrenässans)

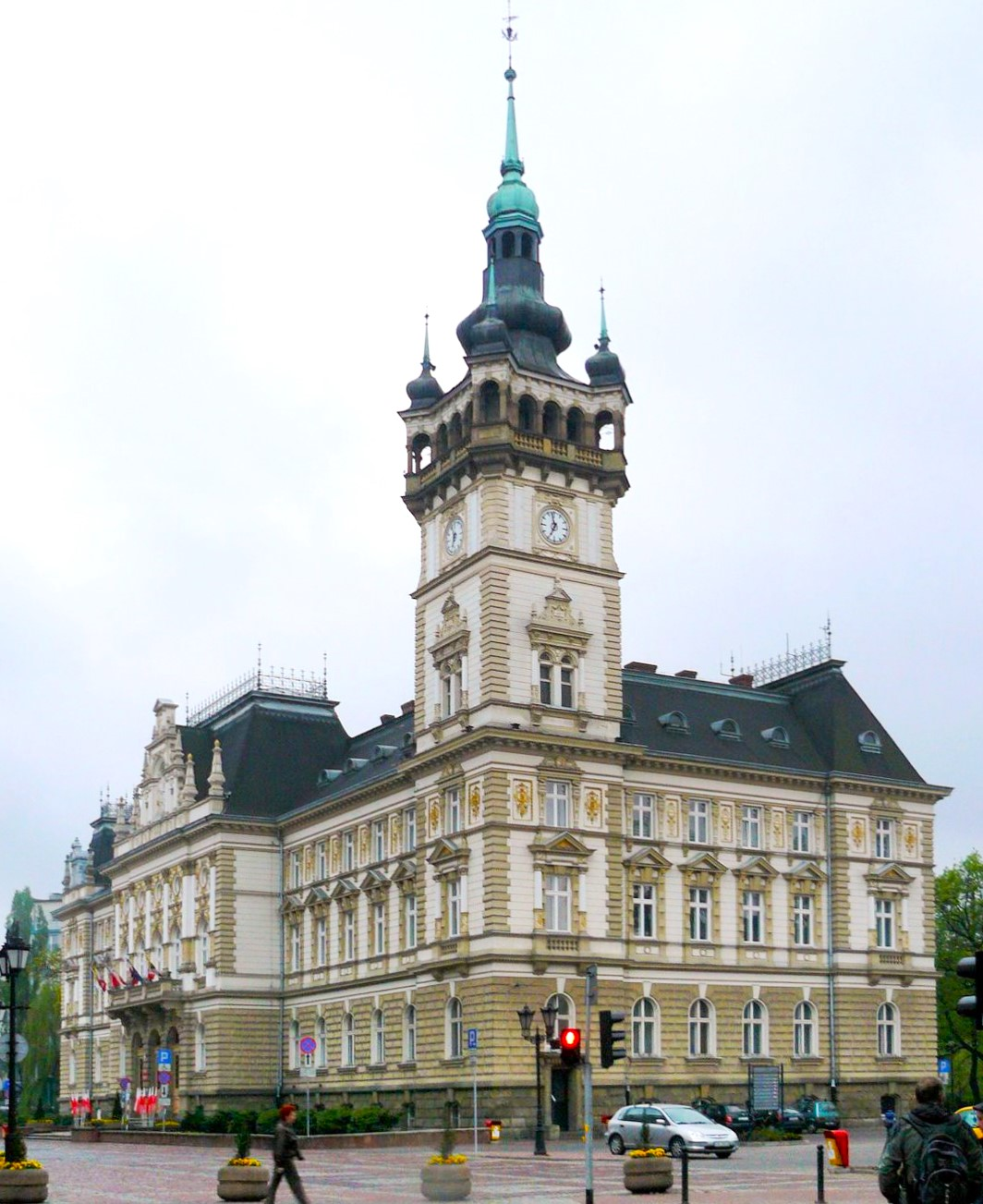
Rådhus i Bielsko-Biała (norra nyrenässans)

Nyrenässans var en historiserande stilriktning inom arkitektur och konsthantverk som på 1800-talet tog upp former och motiv från renässansen. I arkitekturen kännetecknas den av återupptagande av ornament och kompositionsprinciper från europeiskt 1400-, 1500- och 1600-tal.
Under 1800-talet betraktas renässansen som en slags grundstil som alla arkitekter och formgivare använder som utgångspunkt. Därför är det svårt att peka ut särskilda företrädare eftersom i princip alla arkitekter verksamma under perioden 1850–1900 ritade främst i nyrenässans. En framstående arkitekt från 1800-talets andra hälft är med andra ord en framstående renässansarkitekt, som även har förmågan att rita i andra historiska stilar parallellt.
Som riktning inom arkitektur spänner nyrenässansen över en mycket stor bredd av olika stilar. Förutom att den har olika utvecklingsskeden bör den även indelas i exempelvis tysk, italiensk, fransk eller holländsk nyrenässans. Det uppstod också blandningar mellan nyrenässans och andra nystilar. Sambandet med den stora byggrushen under 1800-talet har gjort att nyrenässansen är den dominerande stilen i exteriörarkitekturen i städernas äldre bebyggelse. Ofta brukar nyrenässansbyggnader från slutet av 1800-talet i folkmun felaktigt kallas "sekelskifteshus", vilket skulle innebära att de vara byggda åren runt 1900 då jugendstilen slog igenom delvis som en motreaktion till nystilarna.

## Utveckling

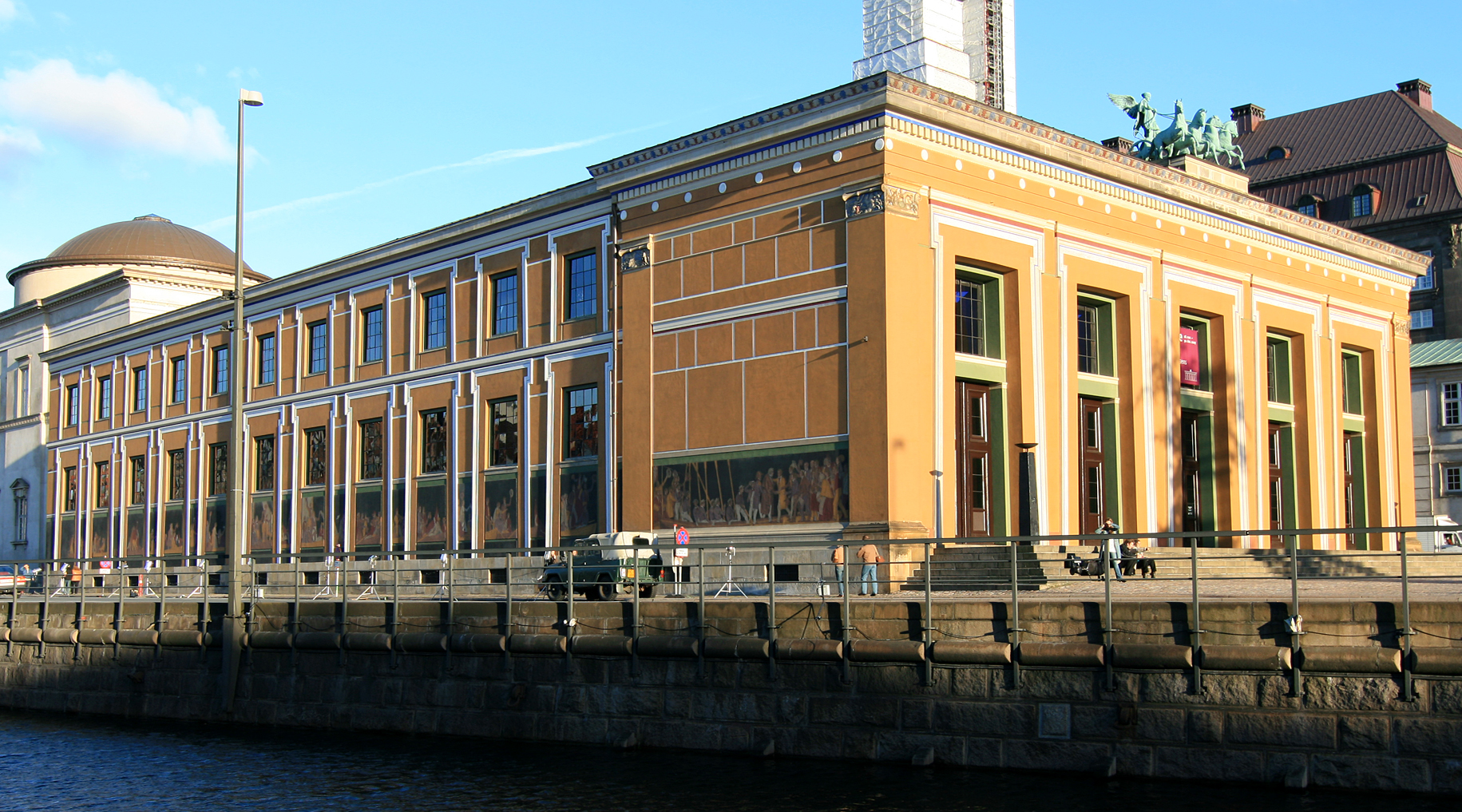
Thorvaldsens museum, Köpenhamn, M.G. Bindesbøll.

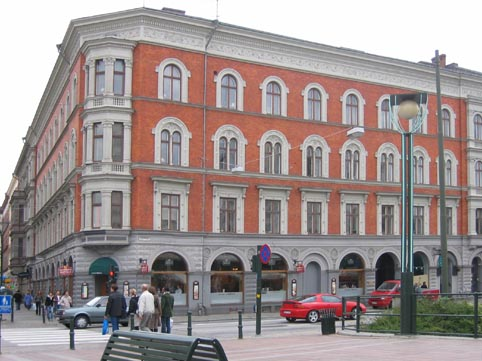
Bostadshus vid Södra Förstadsgatan i Malmö i nyrenässans. Arkitekt: Salomon Sörensen, 1880-talet.

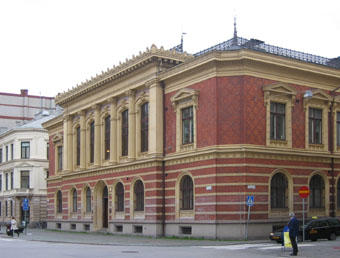
Riksbankshuset, Malmö. Arkitekt: John Smedberg, 1880-talet.

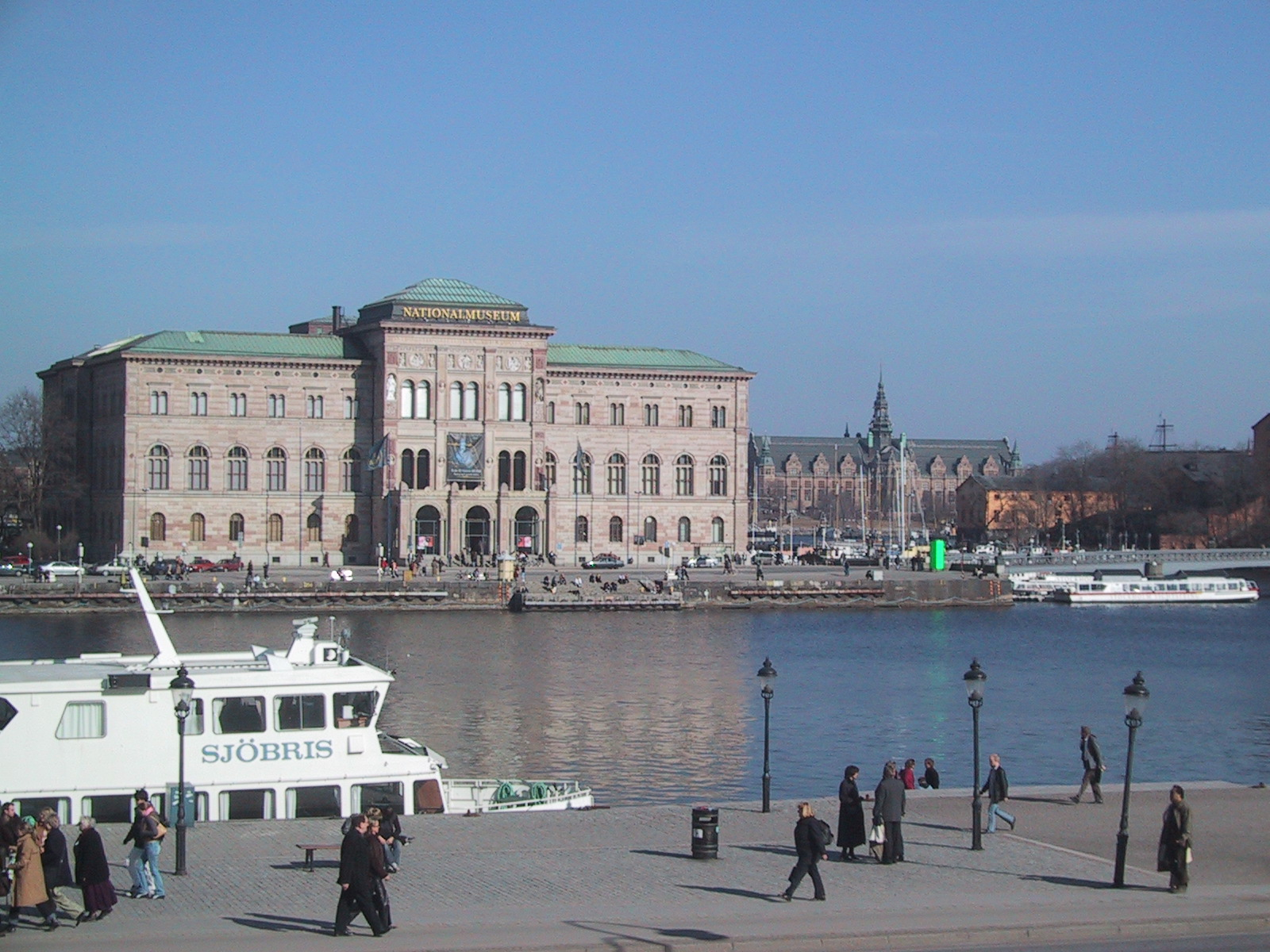
Nationalmuseum i Stockholm, invigt 1866.

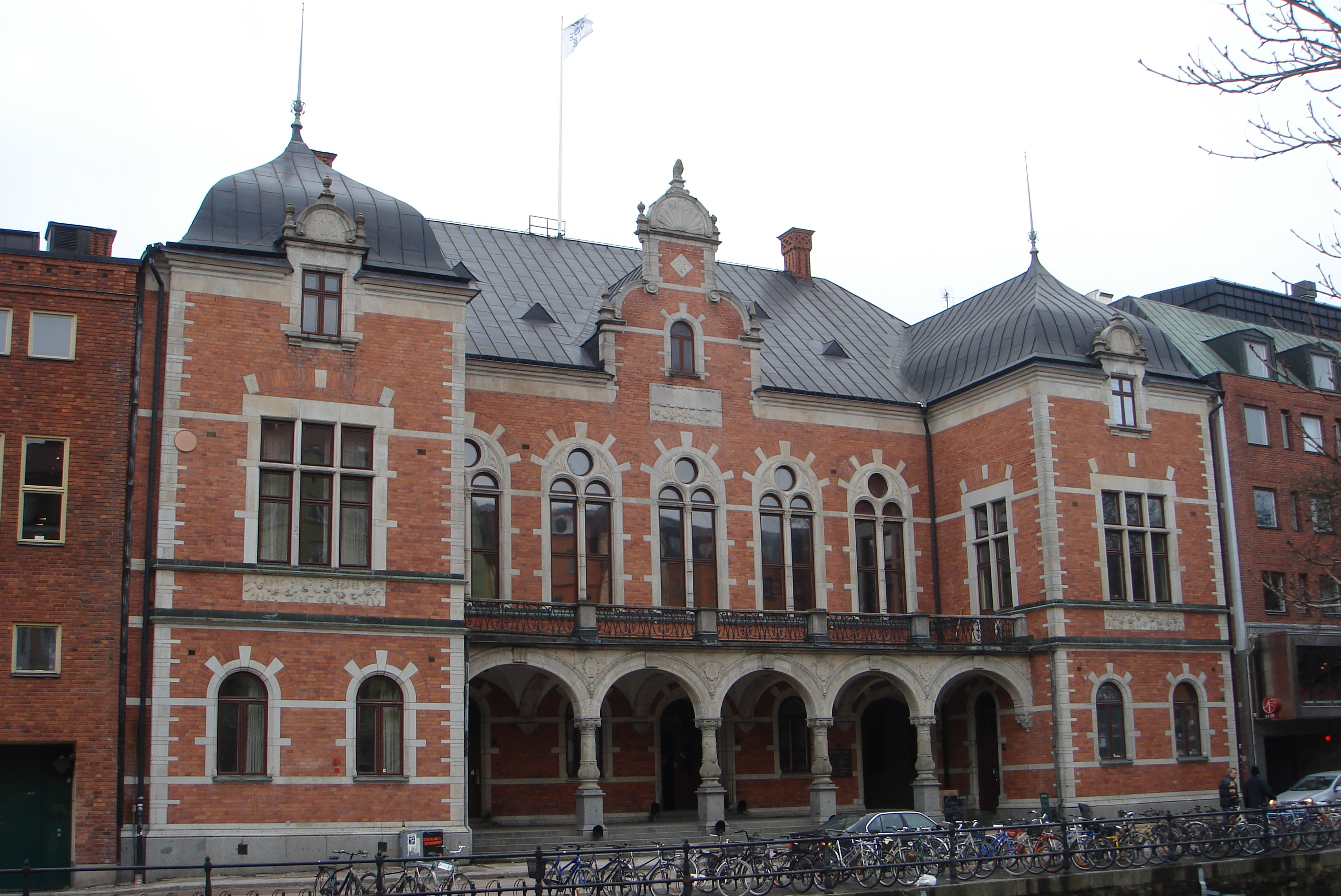
Norrlands nation i Uppsala, uppförd 1888–1889.

I och med 1830-talets politiska oro med julirevolutionen och den engelska parlamentsreformen förlorade den tidigare förhärskande byggnadsstilen nyantiken allt mer inflytande. Istället började andra nystilar som nyrenässansen och nygotiken vinna allt mer mark. Nya arkeologiska rön som visade att de antika tempelbyggnaderna i Grekland och Rom inte varit så rena och vita, som man innan trodde, utan målade i skarpa färger, öppnade för nya tankesätt. Nu blev byggnadernas färgsättning lika intressant för arkitekterna som formen. Gottfried Semper, den nyutnämnde professorn vid akademien i Dresden var en av de som högst argumenterade för att de antika kulturerna målat sina byggnader. Även Karl Friedrich Schinkel tog intryck av de nya tankarna, vilket man ser i hans förslag till ett slott på Akropolis, målat i starka färger. Kritikerna menade å sin sida att starka färger kanske passade runt medelhavet, men att de i norra Europa snart skulle förstöras. 
Ett gott exempel på de nya tankarna är Michael Gottlieb Bindesbølls ombyggnad av ett vagnshus i Köpenhamn till ett museum för Thorvaldsens skulpturer. Men det visade sig att kritikerna fick rätt då färgerna i exteriören snart förföll. Lösningen på problemet för färgentusiasterna kom från Schinkel, som på 20-talet börjat experimentera med oputsat tegel, så kallat Rohbau. Inspirationen kom från en resa Schinkel gjorde till England 1826, där han hade imponerats av den enkla industriella arkitekturen. Tegel passade färgentusiasterna utmärkt, då det hade de varma färger som man eftersökte och kunde varieras genom olika bränningar och glasyrer. 1828 ritade Schinkel en byggnad åt en keramikfabrikant i Berlin med blottat tegel blandat med terrakottadekorationer. Inspirationen togs nu från renässansens palatsarkitektur istället för antikens tempel. Ett exempel som kom att få väldigt stor betydelse för kommande arkitekter var Berlins Bauakademie, utförd i formslaget, handhyvlat tegel i en strängt kubistisk utformning. Schinkel fick snart flera efterföljare, bland annat Ludwig Persius, som utvecklade byggnader inspirerade av italienska villor, en stil som blev mycket populär. 
Det släpptes under denna tid flera böcker som spred renässansintresset, varav den mest framstående var Sempers Der Stil, som kom ut 1860. Semper kom också att bli en av de mest betydande nyrenässansarkitekterna i de tyskspråkiga länderna. Han lämnade efter sig flera viktiga milstolpar i form av byggnader som Gemäldegalerie i Dresden (1847–54), Tekniska högskolan i Zürich (1858–64) och Burgtheater i Wien (1874–88). Störst motstånd mötte de nya strömningarna i Frankrike, där den inflytelserika skolan École des Beaux-Arts höll fast vid nyantiken. Under julirevolutionen gjorde dock eleverna på skolan uppror mot den gamla ordningen, understödda av arkitekten Henri Labrouste. I och med detta blev dock både Labrouste och de elever som gjorde uppror utfrysta av det franska arkitekturetablissemanget och få av deras projekt förverkligades.

## Nyrenässansen i Sverige
Redan under första hälften av 1800-talet var nyrenässansen fullt utvecklad i Europa och visades på de stora världsutställningarna. I Sverige introducerades den av arkitekter som Johan Fredrik Åbom och Fredrik Wilhelm Scholander. Det Warodellska huset på Drottninggatan i Stockholm är ett mycket tidigt exempel. Från början dominerar den italieniserande renässansen med ljusa, rikt dekorerade putsfasader prydda med klassiska motiv i gips och rusticeringar. På 1880-talet blir synligt tegel och naturstensdetaljer populärt i form av tidig tysk eller fransk nyrenässans och sengotik. Markerade mittpartier alternativt sidopartier, hörntorn med takspiror och takdekorer i gjutjärn är andra kännetecken för nyrenässansens stadsarkitektur.
Som inredningsstil slog den igenom på allvar i Sverige på 1860- och 1870-talet och var den mest förekommande stilen på möbler i matsal och herrum fram till sekelskiftet 1900. I enklare miljöer dominerar den tillsammans med nyrokoko nästan fullständigt alla möbler. Ofta är det svårt att skilja mellan nyrenässans och nybarock, och liksom i exteriörarkitekturen blandades den ofta med andra stilar.
Liksom hela nystilsepoken hade nyrenässansen under lång tid dåligt rykte vilket bland annat berodde på funktionalisternas ogillande av de historiserande stilarna. Fortfarande förekommer rivningar av nyrenässansbyggnader; så sent som 2005 revs Bodénska huset i Kvarteret Gerd i Uppsala och vid Stora torget i Enköping revs det gamla Stadshotellet 2010. Båda dessa byggnader uppfördes på 1880-talet.

### Exempel på byggnader i Sverige

#### Göteborg
- Kvarteret Borganäs, Kungsportsavenyen 1
- Börsen, Gustaf Adolfs Torg
- Heymanska villan, Vasagatan 16
- Kvarteret Örup längs Kungsportsavenyen

#### Malmö
- Beijerska huset, Norra Vallgatan
- Hotell Kramer, Stortorget
- Riksbankshuset, Östergatan
- Sjöbergska palatset, Drottningtorget
- Latinskolan, Amiralsgatan

#### Stockholm
- Warodellska huset
- Nordiska museet
- Norstedtshuset
- Kungliga Musikaliska Akademiens hus
- Hyreshusen längs Valhallavägen, Floragatan  och Villagatan
- Daneliuska huset
- Fylgiahuset
- Gamla Bonnierhuset vid Sveavägen
- Manillaskolan
- Nationalmuseum

#### Uppsala
- Universitetshuset i Uppsala
- Norrlands nation, Uppsala
- Östgöta nation, Uppsala

#### Övriga Sverige
- Luleå Stadshotell, Luleå
- Kulla Gunnarstorps nya slott, Skåne
- Hirschska huset med flera byggnader i Sundsvalls stenstad